# Anna Nacher
Anna Maria Nacher (ur. 1971) – polska medioznawczyni i kulturoznawczyni, doktor habilitowana nauk humanistycznych w Instytucie Sztuk Audiowizualnych Uniwersytetu Jagiellońskiego.

## Kariera
W 1995 ukończyła studia z filologii polskiej na Uniwersytecie Jagiellońskim. Doktoryzowała się w 2006 rozprawą zatytułowaną Gender w kulturze audiowizualnej na tej samej uczelni. W 2016 otrzymała stopień doktor habilitowanej na podstawie rozprawy pod tytułem Media lokacyjne. Ukryte życie obrazów, obronionej na Uniwersytecie Łódzkim.
Jest również autorką publikacji Ucho jaka: muzyczne podróże od Katmandu do Santa Fe (2003, wraz z Markiem Styczyńskim), Rubieże kultury popularnej. Popkultura w świecie przepływów (2012), Vággi Várri: w tundrze Samów (2013, wraz z Markiem Styczyńskiem), a także redaktorką takich prac zbiorowych, jak Gender w estetyce: wprowadzenie (2008, wraz z Carolyn Korsmeyer), Spacerowicze, nomadzi i sieciowi łowcy okazji (2013, wraz z Weroniką Chodacz), Więcej niż obraz: przestrzenie wizualne (2016, wraz z Eugeniuszem Wilkiem, Magdaleną Zdrodowską, Eweliną Twardoch-Raś i Michałem Gulikiem).
W sezonie zimowym 2019/2020 w ramach stypendium Fulbrighta wykładała na Winona State University w Stanach Zjednoczonych, a od 2020 roku jest redaktorką naczelną czasopisma „Przegląd Kulturoznawczy”. Należy też do organizacji: Electronic Literature Organization (od 2013), European Network for Cinema and Media Studies (od 2015), European Society for Literature, Arts and Science (od 2017), The International Association of Art Critics (Association Internationale des Critiques des Arts, AICA) (od 2019).